# Thomas FitzGerald de Laccagh
Pour les articles homonymes, voir Thomas Fitzgerald.
Thomas FitzGerald de Laccagh, né vers 1458 et mort le 16 juin 1487 à Stoke (Nottinghamshire), est un noble irlandais, Lord Chancelier d'Irlande sous les règnes des rois d'Angleterre Richard III et Henri VII. 
Il est tué au cours de la bataille de Stoke, alors qu'il participe à une rébellion yorkiste contre Henri VII, sorti vainqueur de la guerre des Deux-Roses en 1485.

## Origines et Lord Chancelier
Thomas FitzGerald naît vers 1458. Il est le second fils de Thomas FitzGerald, 7e comte de Kildare, et de Joan FitzGerald, fille de James FitzGerald, 6e comte de Desmond. Il épouse Elizabeth Preston, fille de Robert Preston, 1er vicomte Gormanston, et de Janet Molyneux. Par sa fille aînée Margaret, qui épouse Garrett Wellesley, Thomas FitzGerald de Laccagh se trouve être un ancêtre d'Arthur Wellesley de Wellington. Il réside principalement à Laccagh, près de Monasterevin, dans le comté de Kildare, et, malgré sa rébellion ultérieure contre la couronne d'Angleterre, ses descendants parviendront à conserver ses terres.
Il est nommé Lord Chancelier d'Irlande par le roi Richard III au début de l'année 1484. Malgré la mort de Richard et l'extinction de la Maison d'York lors de la bataille de Bosworth le 22 août 1485, Thomas est confirmé dans son poste par le nouveau roi Henri VII, mais sa loyauté au nouveau régime reste questionnée. La noblesse anglo-irlandaise est effectivement davantage yorkiste, tandis que les FitzGerald de Kildare se montrent plus opportunistes, étant prêts à rallier n'importe quelle dynastie pourvu que cela avance leurs intérêts. Henri VII aurait même remarqué qu'ils pourraient couronner un singe afin de sécuriser leur pouvoir. Ainsi, le père de Thomas, ainsi que son frère aîné Gerald, dit « le Grand Comte », parviennent à acquérir un pouvoir quasiment absolu en Irlande et qui ne sera que bien plus tard contesté par la couronne anglaise.

## Rébellion de Lambert Simnel et mort

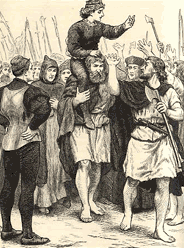
Lambert Simnel en Irlande.

Au début de 1487, l'imposteur Lambert Simnel, qui prétend être Édouard Plantagenêt, 17e comte de Warwick et héritier de la Maison d'York, apparaît en Irlande en la compagnie du prêtre Richard Symonds, et fait appel à la noblesse irlandaise pour l'aider à conquérir le trône d'Angleterre. Simnel présente une certaine ressemblance physique avec le comte de Warwick, qui est en réalité incarcéré à la tour de Londres, où il demeure jusqu'à son exécution en 1499. Thomas et son frère Gerald, 8e comte de Kildare, sont parmi les plus ardents partisans de Simnel et assistent à son « couronnement » en la cathédrale Christ Church de Dublin le 24 mai 1487. 
Thomas FitzGerald de Laccagh renonce à son poste de Lord Chancelier et recrute une force conséquente de quelque 4 500 soldats composée d'Anglo-Irlandais. Cette armée doit faire sa jonction avec des mercenaires du continent commandés par Martin Schwartz à la demande de Marguerite d'York, tante du véritable comte de Warwick. Thomas conduit avec John de la Pole, 1er comte de Lincoln, et Francis Lovell, 1er vicomte Lovell, l'armée rebelle en Angleterre mais l'insurrection est écrasée le 16 juin par Henri VII à la bataille de Stoke, où il perd la vie.
Son frère Gerald est plus fortuné : Henri VII fait preuve de clémence à son égard et lui accorde son pardon. Les rebelles survivants sont eux aussi graciés, dont Simnel, qui est employé dans les cuisines royales et est plus tard promu au poste de fauconnier. Les FitzGerald réussissent quant à eux à conserver leur mainmise sur la politique irlandaise pendant encore cinquante ans : Henri VII aurait même constaté qu'ils devaient alors gouverner l'Irlande si l'Irlande ne pouvait les gouverner. Pourtant, son fils Henri VIII adopte un point de vue radicalement différent : en 1540, la plupart des FitzGerald de Kildare sont éliminés, même s'ils parviendront à regagner une certaine influence quelques décennies plus tard.